# Dactyloceras karinae
Dactyloceras karinae is een vlinder uit de familie herfstspinners (Brahmaeidae). De wetenschappelijke naam is voor het eerst geldig gepubliceerd in 2002 door Bouyer.
De soort komt voor in het Afrotropisch gebied.